# Złodziej z Bagdadu (film 1978)
Złodziej z Bagdadu (ang. The Thief of Bagdad) – francusko-brytyjski telewizyjny przygodowy film fantasy z 1978 roku w reżyserii Clive’a Donnera. Remake filmu z 1940 roku pod tym samym tytułem.

## Fabuła
Kalif średniowiecznego Bagdadu zamierza wydać za mąż swą upartą córkę Yasminę. Jednym z pretendentów do jej ręki jest syn niedawno zmarłego króla Sakkaru – Taj al-Maluk, którego przekonał do tego Jaudur, jego wezyr tłumacząc to potrzebą wzmocnienia państwa. Na pustyni karawana Taja wpada w zasadzkę rozbójników, a jego królewska pieczęć zostaje skradziona. Przybywając do Bagdadu, ubrany w łachmany i wycieńczony, zaprzyjaźnia się z ulicznym magikiem i drobnym złodziejem Hassanem.
Razem kradną odpowiednie szaty i oficjalnie zgłaszają się do kalifa, gdzie Taj konkuruje z władcami kolejno Mongolii i Kaszmiru, ale robi dobre wrażenie na Yasminie. Wtem przybywa na latającym dywanie Jaudur jako aktualny król Sakkaru, który oskarża Taja o podszywanie się pod zamordowanego księcia. Taj domyśla się, że to Jaudur nasłał rozbójników i wyzywa go na pojedynek. Jaudur wygrywa dzięki temu, iż jego dusza jest w sekretnym miejscu czyniąc go nieśmiertelnym i na jego żądanie Taj z Hassanem mają zostać skazani na śmierć. Sam zaś proponuje ożenek z Yasminą mimo jej sprzeciwu i wątpliwości kalifa wciąż wierzącemu Tajowi.
Perizada, główna nałożnica haremu, przypomina kalifowi o przepowiedni wygłoszonej przy narodzinach Yasminy, iż jej ślub przyniesie wielkie bogactwo. Używając tego jako wymówki, by zwlec z czasem, kalif wysyła wszystkich zalotników na misję „odnalezienia tego obiektu na całym świecie, który ma największą wartość” i powrotu za trzy księżyce. Tajowi udaje się powstrzymać próbę zabicia go przed jednym ze sług Jaudura i z pomocą Perizady podsłuchuje Jaudura wymuszającego informacje od podróżującego świątobliwego Abu Bakara. Dowiadują się o istnieniu wszechwidzącego oka w Świątyni Prawdy w najwyższych górach.
Hassan wykrada latający dywan i wraz z Tajem rusza na poszukiwanie wszechwidzącego oka. Docierając na miejsce są ostrzeżeni przez strażnika bramy, który ostrzega o nie schodzeniu ze ścieżki, inaczej przemieni się w kamień. Taj wchodzi do Świątyni Prawdy i słyszy jak potępieńcze głosy lżą jego matkę, a następnie ofiara węża woła o pomoc; wie, że wszystko to prowokacje i iluzje i dociera do wejścia, gdy widzi Yasminę. Ulega iluzji i zmienia się w kamień. Hassan niechętnie przechodzi przez Świątynię Prawdy, by uprzedzić zbliżających ludzi Jaudura. W końcowej komnacie znajduje wszechwidzące oko, przywracając życie Tajowi. Ten używa mocy oka, aby poznać pragnienie Yasminy oraz gdzie jest dusza Jaudura, która znajduje się w ptasim jaju.
Taj i Hassan w drodze powrotnej do Bagdadu zostają zaatakowani przez Jaudura i jego ludzi na latających koniach. Dywan jest pocięty na kawałki, a Taj i Hassan spadają w różnych kierunkach. Jaudur z wykradzionym okiem wygrywa z rogiem obfitości władcy Kaszmiru i magiczna rękawicą Mongolii, sabotując przy tym ich właściwości z pomocą czarów. Gdy kalif nalega, by poczekać na Taja, Jaudur kontroluje wolę jego i innych. Yasmina dowiaduje się od wszechwidzącego oka, że Taj jest na pustyni.
Taj odkrywa naczynie, w którym uwięziony był straszny dżin. Podstępem wymusza od niego trzy życzenia. Pierwsze życzenie jednoczy go z Hassanem znajdującym się w oazie z pięknymi kobietami. Za sprawą drugiego życzenia docierają oni do gniazda z duszą Jaudura. Po jej zdobyciu Taj prosi dżina o powrót do Bagdadu. W ostatniej chwili zapobiega ślubowi Yasminy i Jaudura. Gdy Jaudur chce go zdekapitować, Taj niszczy jego duszę zabijając go na dobre. Abu Bakar odnosi wszechwidzące oko do Świątyni Prawdy, Taj już jako prawowity król Sakkaru i następca kalifa żeni się z Yasminą, a Hassan zaczyna życie u boku Perizady.

## Obsada
- Kabir Bedi – książę Taj al-Maluk
- Roddy McDowall – Hassan
- Pavla Ustinov – księżniczka Yasmina
- Terence Stamp – wezyr Jaudur
- Peter Ustinov – kalif
- Marina Vlady – Perizada
- Frank Finlay – Abu Bakar
- Ian Holm – strażnik bramy
- Daniel Emilfork – Dżin
- Neil McCarthy – sługa Jaudura
- Ahmed El Shenawi – książę Kaszmiru Kanishka
- Kenji Tanaki – władca Mongolii Lalitaditya
- Yashar Adem – fałszywa ofiara gigantycznego węża

Źródło:

## Premiera
Oryginalnie Złodziej z Bagdadu był planowany jako premiera telewizyjna w Stanach Zjednoczonych i Kanadzie, gdzie w reszcie świata miał dystrybucję kinową. Faktyczna premiera odbyła się we francuskich kinach 10 stycznia 1978 roku. W Wielkiej Brytanii film miał premierę 8 kwietnia 1979 roku w podwójnym seansie z amerykańskim filmem telewizyjnym Człowiek pająk podejmuje walkę (1978).